# گرگوری اسمیت (هنرپیشه)
گرگوری اسمیت (انگلیسی: Gregory Smith؛ زادهٔ ۶ ژوئیهٔ ۱۹۸۳) یک هنرپیشه اهل ایالات متحده آمریکا است. وی از سال ۱۹۸۳ میلادی تاکنون مشغول فعالیت بوده‌است.
از فیلم‌های معروف او می‌توان به بازی در مجموعه تلویزیونی پلیس‌های تازه‌کار، کتاب عشق، قانون‌شکنان آمریکایی، هریت جاسوس و بستن حلقه اشاره کرد.